# Sergueï Iordanski
Sergueï Victor Iordanski, né à Kaliningrad (aujourd'hui Korolev) près de Moscou en 1929 est un physicien soviétique connu pour ses travaux sur les tourbillons dans les superfluides (« force de Iordanski »).

## Biographie
Sergueï Iordanski entre à l'université d'État de Moscou en 1947, puis à l'institut d'ingénierie physique de Moscou, nouvellement créé, où il obtient une maîtrise de physique en 1953. De 1953 à 1956, il est chercheur au centre nucléaire d'Arzamas-16.
En 1956, il rejoint l'institut de mathématiques Steklov de Moscou où, en 1958, il obtient un doctorat en physique et mathématiques appliquées pour sa thèse sur la dynamique des gaz sous la direction de Mikhaïl Lavrentiev. En 1968, il obtient son deuxième doctorat à l'institut des problèmes physiques de l'académie des sciences de Russie (institut Kapitsa) pour les problèmes de superfluidité, sous la direction de Isaak Khalatnikov.
À partir de 1967 il est à l'institut Landau de physique théorique à Tchernogolovka, d'abord comme chercheur principal, puis chef de département.
Entre 1989 et 1994, il est chef du département de physique théorique de l'Institut de physique du solide (en) à Tchernogolovka.
Sergueï Iordanski est professeur titulaire à l'institut de physique et de technologie de Moscou.

## Distinctions
- Ordre du drapeau rouge en 1956.
- Scientifique honoré de la fédération de Russie en 2006.
- Prix commémoratif Simon en 2011.